# Martín Pescador (película)
Martín Pescador es una película de Argentina en blanco y negro dirigida por Antonio Ber Ciani según el guion de César Tiempo y Arturo Cerretani que se estrenó el 19 de enero de 1951 y que tuvo como protagonistas a Enrique Serrano, Francisco Álvarez, Elsa del Campillo, Oscar Freyre y Beatriz Taibo.

## Sinopsis
Un hombre y la ambición de educar a su hijo.

## Reparto
- Enrique Serrano ...Martín Mármol de la Fuente "Martín Pescador"
- Francisco Álvarez ... Gumersindo Gómez Gil
- Elsa del Campillo ... Carmen La Sota
- Oscar Freyre
- Beatriz Taibo ... Rosaura
- José Nájera
- Panchito Lombard ... Oscar niño
- Andrés Balmelli
- Esperanza Palomero ... Doña Eduviges
- Jorge Villoldo ... Dueño de hotel
- Alejandro Anderson
- Alberto Roldán
- Alfredo Jordán ... Felipe

## Comentario
Manrupe y Portela opinan:

"Comedia menor para deslucimiento de sus protagonistas, considerada como la primera producción nacional realizada en coproducción."